# Wielatowo (jezioro)
Wielatowo (niem. Veltow See) – duże, płytkie jezioro rynnowe w Polsce, położone w województwie zachodniopomorskim, w powiecie szczecineckim, w gminie Szczecinek.
Akwen leży na Pojezierzu Drawskim, na wschodnim brzegu jeziora znajduje się osada Krasnobrzeg. Na zachodnim brzegu rozciągają się rozległe obszary podmokłe zwane Bagnem Kusowo.